# كلاري أندرسون
كلاري أندرسون (بالإنجليزية: Clary Anderson)‏ هو لاعب كرة قاعدة أمريكي، ولد في 7 يوليو 1911، وتوفي في 19 أغسطس 1988.